# PGC 35124
LEDA/PGC 35124, auch UGC 6433, ist eine lichtschwache irreguläre Galaxie mit ausgedehnten Sternentstehungsgebieten vom Hubble-Typ Im im Sternbild Großer Bär am Nordsternhimmel. Sie ist schätzungsweise 95 Millionen Lichtjahre von der Milchstraße entfernt und hat einen Durchmesser von etwa 60.000 Lichtjahren.
Gemeinsam mit NGC 3648, NGC 3652, NGC 3658, NGC 3665, PGC 35039, PGC 35080 bildet sie die NGC 3665-Galaxiengruppe.
Die Supernova SN 1989af wurde hier beobachtet.